# Mashkan-shapir
Mashkan-shapir fu un'importante città del regno mesopotamico, che ebbe il suo apogeo intorno al 
2000 a.C. 

Fiorente centro produttivo, economico, politico e religioso, localizzato a sud dell'odierna Baghdad e non molto distante dal fiume Tigri, dopo circa 200 anni venne abbandonato e mai più abitato. 

Riscoperto negli anni settanta, nel 1987 uno staff di archeologi internazionale si insediò nel luogo per effettuare ricerche più approfondite. Il sito e le conseguenti ricerche sono stati penalizzati dalle ostilità belliche degli anni novanta e degli inizi del XXI secolo.

## Storia
Mashkan-shapir fu fondata verso la fine del III millennio a.C. e nel primo periodo di sviluppo rimase un villaggio basato sulla pastorizia e sull'allevamento di ovini.

Quando la terza dinastia di Ur iniziò la sua decadenza che la condusse fino alla sua caduta e alla sua conquista da parte di Babilonia, la situazione geopolitica mutò radicalmente.

Le città di Larsa e di Isin combatterono per ben due secoli per conquistare l'egemonia della zona e Mashkan-shapir si espanse rapidamente fino a divenire un centro urbano di grande importanza. 

Hammurabi indusse l'ascesa di Babilonia intorno al XVIII secolo a.C., con la sua opera di unificazione delle terre mesopotamiche. Questo fatto storico rese poco importante, dal punto di vista strategico, il centro di Mashkan-shapir, che verso il 1720 a.C. fu abbandonato.

## Attività della città
I reperti ritrovati hanno consentito di delineare un quadro delle attività della città: innanzitutto era un centro politico e diplomatico che svolgeva un'attività amministrativa di una certa rilevanza; inoltre era un fiorente centro di commercio, in quanto controllava le merci che arrivavano da nord, lungo il canale di comunicazione del Tigri; infine era anche un centro religioso, dato che possedeva un santuario dedicato al dio dell'oltretomba Nergal, uno dei più importanti nell'ambito della mitologia mesopotamica.

Sono state rintracciate residui di attività industriale pesante, come quella ceramica e la lavorazione del rame, oltre ad un buon numero di botteghe artigiane.

## Architettura della città
Il centro era un territorio a forma di pentagono, esteso un chilometro quadrato, e circondato da mura di mattoni forniti di porte d'accesso. L'urbanistica era costituita da cinque quartieri separati da canali e da qualche strada principale interna e una fitta rete di vicoli colleganti le case.

La zona sacra era ben visibile visto che il tempio era innalzato sopra una ziqqurat; è stato rintracciato anche un cimitero recante ancora resti di sepolture e di offerte.

Sembra che le attività produttive fossero presenti in ogni quartiere della città, tranne in quello sacro, così come non appaiono grandi differenziazioni per censo e per prestigio tra una zona e un'altra. Una precauzione di natura politico-militare aveva consigliato di situare i centri di potere a una certa distanza dalle porte di ingresso.